# Военная демократия
Вое́нная демокра́тия (англ. military democracy) — догосударственная форма организации исторических обществ, которые находились в состоянии постоянного военного конфликта со своими соседями. 

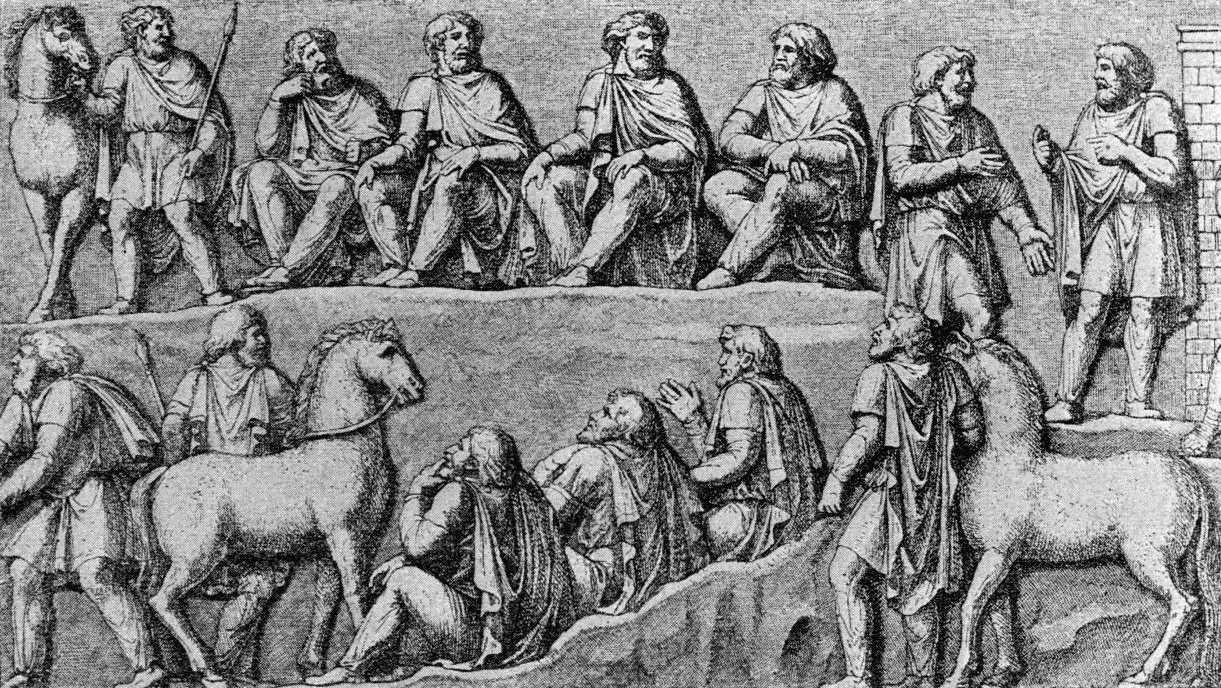
Народное собрание у германцев. Рельеф с колонны Марка Аврелия

Эта форма общественной организации характеризуется избранным (и, следовательно, сменяемым) военачальником, народным собранием свободных, избирающих его, и советом старейшин. Право голоса имеет только тот, кто носит с собой оружие. Военачальники набираются не по критериям кровного родства или племенной принадлежности, а на основе их военных заслуг и за их безусловное повиновение верховному вождю. С другой стороны, старая племенная знать родового общества в значительной степени лишена власти в этих обществах.
Военная демократия существовала практически у всех народов, являясь последним этапом догосударственного развития общества. К военной демократии можно, например, отнести римскую общину периода царей, а также греческие полисы «гомеровской эпохи». Археологически эпоха военной демократии соответствует периоду начала использования металлов, что повлекло за собой изменения в экономическом и политическом развитии обществ.
У древних германцев избрание вождя утверждалось поднятием правой руки — аккламацией и поднятием вождя на щите. Процедура избрания королей Франкского государства,  Восточно-Франкского королевства, императоров Священной Римской империи и Германской империи отличалась только тем, что избранного монарха не поднимали на щите.
У Запорожских казаков кошевой атаман и куренной избирались всеми куренями на войсковой раде.

 
Термин широко использовался Карлом Марксом и Фридрихом Энгельсом, вследствие чего получил также широкое распространение в марксистской историографии. Например, как описывал ее советский проф. А. И. Неусыхин: 
Первоначально политический строй племени (например, у древних германцев эпохи Тацита) отличался значительной элементарностью: племенем управляли военные вожди и старейшины совместно с совещаниями знати и народным собранием; возникающая королевская власть была еще непрочна и неустойчива; короли избирались на народных собраниях из наиболее знатных родов племени. Несмотря на все усиливавшееся значение знати в жизни племени, королевская власть была еще выразительницей интересов всего племени в целом - и знати и простых свободных; эти последние занимались сельскохозяйственным трудом и вместе с тем участвовали как в военной защите племени, так и в военных походах. Они были и земледельцами и вместе с тем воинами. Значительная часть свободных входила в дружины, формировавшиеся частично из знати; во главе дружин стояли военные вожди. Это тот политический строй племени, который Ф. Энгельс обозначал термином "военная демократия".
О том, что на протяжении VI–VIII вв. у славян существовала военная демократия, отмечает проф. А. Ю. Дворниченко. Квалифицировал ею политический строй Киевской Руси Сергей Владимирович Бахрушин. Отмечал ее обычаи у кочевников историк Сергей Александрович Нефёдов:49, как и то, что они обычно живут по ее законам:53. В связи с войной в Чечне Л. Китаев-Смык замечал, что "в силу исторических обстоятельств чеченский этнос сохранил в себе особенности «военно-демократического» социального устройства общества".

## Происхождение концепции
Термин введён в научный оборот Льюисом Морганом в своём труде «Древнее общество» для обозначения организации власти на стадии перехода от первобытнообщинного строя к государству.
Подобно Моргану, Карл Маркс также подчеркивает разделение гражданского и военного руководства на род и племя. Он писал: "Базилея, применяемая греческими писателями к гомеровскому царству (поскольку война была его основной чертой), с булем и Агорой является разновидностью военной демократии. Для Маркса „Великий военный солдат“ ирокезов, теуктли ацтеков, βασιλεύς (базилевс) греков и рекс римлян были обозначениями одной и той же должности на разных ступенях „варварства“.Афиняне упразднили должность Базилевса в 8 веке до нашей эры, потому что он постоянно вмешивался в гражданскую жизнь и использовал свои военные средства для борьбы с родами. Таким образом, Маркс выступил против отождествления Джорджем Гроте наследственного монарха старого общества с командующим на войне.
Фридрих Энгельс обобщил эту концепцию, взяв за основу модель древнегреческого полиса, свободные граждане которого одновременно были воинами и наемниками соответственно, жили в постоянной боевой готовности. Для Энгельса военный руководитель (всегда отличавшийся от гражданского руководителя, которого ирокезы называли Сахем), Совет старейшин и Народное собрание были постоянными учреждениями в обществах, постоянно вовлеченных в войны, которые считали войну главной целью общества. Такие общества возникли в условиях, когда воспроизводство было легче путем грабежа соседей, чем производительного труда, например, из-за пространственного соседства неподвижных земледельцев и подвижных кочевников, давления поселений или сильного увеличения численности населения, соперничества и распада родовой организации с усилением местного и языкового разделения. Из кампаний мести во многих случаях развивался постоянный воинственный образ жизни, основанный на грабежах, при котором престиж членов общества зависел от их военного успеха.

## Дальнейшее развитие и критика концепции
Некоторые советские историки называли греческие королевства гомеровской эпохи военными демократиями, в то время как другие указывают на проблему того, что роли „народа“ и „знати“ в гомеровских эпосах, особенно в " Диапире" II века до нашей эры, были существенно различны. В то время как в "Илиаде" песни исполняются явно по-разному,  даже в ситуациях, которые угрожают ускользнуть от его внимания, тетрадь выхватывается из рук умелых и опытных воинов (Одиссей). Прежде всего, существование монументальных зданий, как в Микенах, как символа неограниченной власти, кажется несовместимым с концепцией в значительной степени эгалитарной военной демократии, которая также не позволяет всей военной свите постоянно концентрироваться в резиденции главнокомандующего. Однако отношения последователей также могут быть иерархическими и распределенными по времени, о чем уже сообщал Тацит. Иерархия вождей существовала и у ирокезов.
Советские этнологи перенесли эту концепцию на гуннов и другие азиатские конные народы, которые зарабатывали на жизнь грабежом своих соседей, поскольку ханы во многом соответствовали образу военачальников, нарисованному Морганом и Энгельсом. В том числе и на германцев, кавказские народы, ранних кельтов, зулусов и казаков 16-18 веков, которые разработали сплоченную организацию на военно-демократической основе с выборными атаманами.
Датский археолог Кристиан Кристиансен видит в поселениях бронзового века на Карпатской дуге выражение уже стратифицированного, но все еще явно децентрализованного общества (decentralized stratified society), которое он интерпретирует как переходную форму к большей концентрации власти и которое в конечном итоге может являться военной демократией. Он говорит то же самое в отношении раннего ирландско-кельтского периода.
Марксистская историография также часто рассматривала военную демократию как переходную форму от аполитичного общества к обществу, основанному на политике. С другой стороны, Отто Манхенхен-Хельфен утверждал, что мир Агамемнона, мир зулусов и мир Аттилы были слишком разные, чтобы их можно было связать с понятием военной демократии. В частности, их принципиально иная экономическая база (земледельцы, оседлые скотоводы, кочевники) не позволяет, согласно марксистским критериям, предположить, что они могли бы создать подобную политическую надстройку. Однако сам Маркс никогда не использовал термин „эпоха“ для обозначения военной демократии, а говорил о политической "форме" на разных уровнях развития.
Советский историк А. Н. Бернштам, несмотря на эти возражения, предполагал, что военная демократия представляет собой более высокую форму общественного развития, чем рабовладельческое родовое общество, поскольку он видел в ней подготовительную силу для разрушения таких обществ, как, например, Римская империя.
Пьер Видаль-Наке проводит классово-теоретическое определение военной демократии: он рассматривает гоплитов как отдельный социальный класс в дорийских полисах, основанных в 7-5 веках до нашей эры, как носителей военной демократии. Они олицетворяют тип военного гражданина или гражданина-воина, который одновременно охотно вступает в фалангу и отстаивает свои индивидуальные права как свободного гражданина. Все сферы жизни были переформированы в военном отношении, и на смену аристократическому одиночному бойцу, например, Одиссея пришла дисциплинированная армия граждан, которые сформировали двойную гражданскую и военную идентичность.
Хельмут Кастриций в целом критикует принятие концепции, разработанной во времена раннего индустриального общества для характеристики доиндустриальных обществ.